# 李勲求
李 勲求（イ・フング、朝鮮語: 이훈구/李勳求、1896年4月26日または1906年6月6日 - 1961年6月13日）は、日本統治時代の朝鮮および大韓民国の農業経済学者、農学者、教育者、政治家、実業家、ジャーナリスト。制憲・第5代（参議院）韓国国会議員、檀国大学学長、成均館大学校総長を務めた。
本貫は韓山李氏。号は心堂。キリスト教徒。

## 経歴
忠清南道舒川郡麒山面出身。漢学教育を経て、1920年に水原農林専門学校卒、1924年に東京帝国大学（現・東京大学）農学部農科卒。日本留学中にキリスト教に入信した。公州永明学校教員を2年間務めた後、1927年にカンザス州立大学大学院修了、1929年にウィスコンシン州立大学大学院農業経済学専攻修了（博士）。博士号取得後はアメリカ合衆国農務省農業経済局嘱託職員を経て、1930年に金陵大学（現・南京大学）教授、1931年に平壌崇実専門学校農学科教授・農学科長・副校長、1932年に長老教農村運動の指導者、1933年に朝鮮イエス教長老会高等農事学院長、1936年に李鍾万が作った大同農村社の専務理事、1938年から1940年までに朝鮮日報副社長・主筆をそれぞれ務めた。光復後は1946年に米軍政庁農務部部長を務めた後、大韓労農党委員長、憲法起草委員、無所属の制憲国会議員、檀国大学（現・檀国大学校）学長、成均館大学校総長、民族主義民主社会党副統領候補、社会大衆党所属の参議員、国会参議院事務処監査特別委員会委員長、統一社会党中央党政治委員、中立化祖国統一総連盟発起人を務めた。1948年の初代総選挙と1960年の第5代総選挙で国会議員に当選したが、1950年の第2代総選挙などでは落選した。
5・16軍事クーデターから約1か月後の1961年6月11日、民主社会党に参加した理由でソウルから舒川へ連行され、翌12日に大田刑務所に収監された。翌13日、同刑務所で心臓麻痺により死亡した。享年65または66。

## 研究・著書
満洲開拓民における朝鮮人移民の経済状況に関する実態研究や日本統治時代の朝鮮の農村の現状に関する土地利用の実態調査研究などを行った。著書は『満洲と朝鮮人』『朝鮮農業論』などがある。

## エピソード
1932年、長老教農村運動の指導者として活動した時は長老会総会農村部機関誌の『農民生活』の編集に参加し、農業に関する新しい知識、農作物の病気・害虫予防、家畜飼育法、果樹栽培法などを扱った。また、農事講習会と修養会などからなる農村での巡回講演にも農業専門家として参加した。1936年の大同農村社専務理事を務めた時は、自作農創定事業と集団農村の建設を推進した。
制憲国会議員在職中は「農地改革法」の制定に参加した。また、上記党派のほかに民主国民党や革新党にも入党したなど、政治的な色彩は曖昧である。
1950年1月、国会での投票により申翼煕、羅容均と共に米国へ派遣され、対韓援助の推進などの外交活動を展開した。
戦前の朝鮮日報に在籍したため、親日派ではないかという論争があるが、弟は李が朝鮮日報を退職した後、隠居生活をしたため、親日派ではないと否定した。